# Kriegerdenkmal Reesen (Zweiter Weltkrieg)

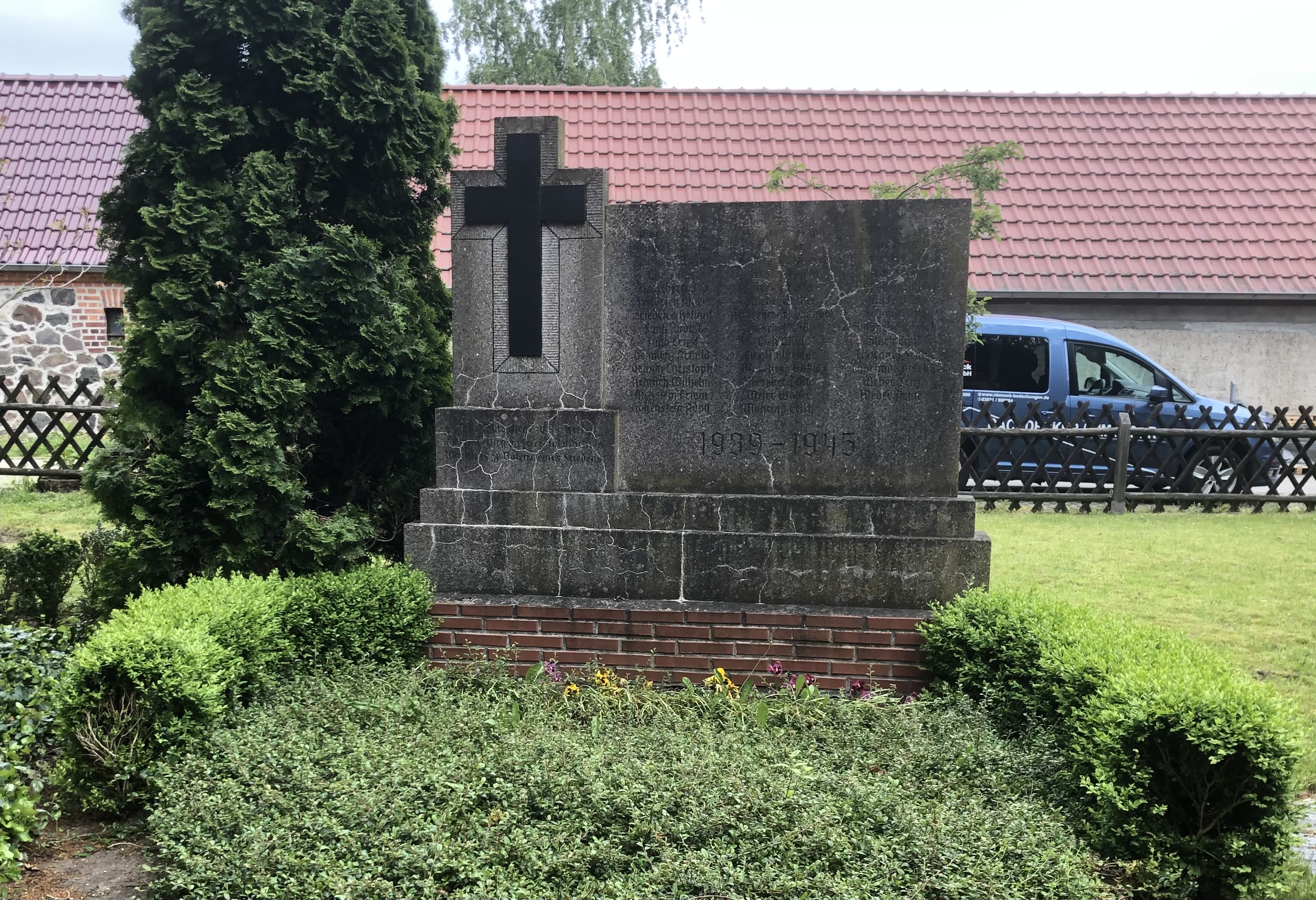
Kriegerdenkmal Reesen, 2021

Das Kriegerdenkmal Reesen ist ein denkmalgeschütztes Kriegerdenkmal in der Ortschaft Reesen der Stadt Burg (bei Magdeburg) in Sachsen-Anhalt. Es gedenkt der im Zweiten Weltkrieg gefallenen Reesener. Im örtlichen Denkmalverzeichnis ist das Kriegerdenkmal unter der Erfassungsnummer 094 71284 als Baudenkmal verzeichnet.

## Lage
Das Denkmal befindet sich auf dem Kirchhof der Dorfkirche Reesen, nördlich der Kirche. Etwas weiter westlich steht das Kriegerdenkmal Reesen für die Gefallenen des Ersten Weltkriegs.

## Gestaltung
Das Kriegerdenkmal besteht aus einer auf einem Sockel aus Ziegelsteinen ruhenden, gestuften Betonmauer, in deren linken, südlichen Teil etwas erhöht ein Kreuz aus Naturstein eingelassen ist. Unterhalb des Kreuzes befindet sich eine Gedenkinschrift. Im breiteren, rechten Teil sind in drei Spalten die Namen der Gefallenen der Gemeinde aufgeführt. Kriegerdenkmale für den Zweiten Weltkrieg mit Namensnennungen sind für die Region eher ungewöhnlich. Unterhalb der Namen befinden sich die Jahreszahlen des Zweiten Weltkriegs. Die Inschriften sind durch Verwitterung zum Teil nur schwer lesbar.

## Inschriften
Unterhalb des Kreuzes auf der linken Seite befindet sich die Gedenkinschrift:
Auf der rechten Seite sind, weitgehend in alphabetischer Reihenfolge, folgende 41 Namen aufgeführt, wobei jeweils zunächst der Familienname und dann der Vorname genannt werden:
| Albrecht Artur     |                     | Hossbach Joseph  |  | Muth Erwin |
| Büttner Heinz-Karl | Junka Paul          | Müller Hermann   |  |            |
| Danecke Werner     | Katerbaum Albert    | Perleberg Adolf  |  |            |
| Ebers Kurt         | Kessler Ewald       | Reyher Hermann   |  |            |
| Finzelberg Otto    | Kersten Otto        | Rogge Hermann    |  |            |
| Friedrich Albert   | Kuebel Walter       | Rose Otto        |  |            |
| Friedrich Helmut   | Kretschmer Reinhold | Schmidt Otto     |  |            |
| Funk Rudolf        | Kuschel Willy       | Stannebein Erich |  |            |
| Funk Ernst         | Lietz Willi         | Stark Emil       |  |            |
| Gramenz Arnold     | Lux Waldemar        | Thorandt Franz   |  |            |
| Grimm Christoph    | Meseberg Willy      | Thorandt Joseph  |  |            |
| Helmich Wilhelm    | Meseberg Otto       | Weber Fritz      |  |            |
| Huckstein Erwin    | Meier Walter        | Weber Artur      |  |            |
| Hohenstein Adolf   | Möhring Erich       |                  |  |            |

Darunter befinden sich die Jahreszahlen des Zweiten Weltkriegs: